# Neuroleon (Neuroleon) lugubris
Neuroleon (Neuroleon) lugubris is een insect uit de familie van de mierenleeuwen (Myrmeleontidae), die tot de orde netvleugeligen (Neuroptera) behoort. 
Neuroleon (Neuroleon) lugubris is voor het eerst wetenschappelijk beschreven door Navás in 1926.